# Trasporti in Zimbabwe
Questa voce raccoglie le principali tipologie di trasporti in Zimbabwe.

## Trasporti su rotaia

### Rete ferroviaria
In totale: 3.077 km di linee ferroviarie (dati 2002).
- scartamento ridotto (1067 mm): 3.077 km
- Gestore nazionale: National Railways of Zimbabwe.
- Collegamento a reti estere contigue
  - presente
    - con stesso scartamento: Botswana, Mozambico, Sudafrica e Zambia.

### Reti metropolitane
Lo Zimbabwe non dispone di sistemi di metropolitana.

### Reti tranviarie
Anche il servizio tranviario è assente in questa nazione.

## Trasporti su strada

### Rete stradale
Strade pubbliche: in totale 18.338 km (dati 2002)
- asfaltate: 8.692 km
- bianche: 9.646 km.

### Reti filoviarie
Attualmente in Zimbabwe non esistono filobus. 

### Autolinee
Nella capitale, Harare, ed in altre zone abitate dello Zimbabwe, operano aziende pubbliche e private che gestiscono i trasporti urbani, suburbani ed interurbani esercitati con 
autobus.

## Idrovie
Lo Zimbabwe può contare su acque fluviali navigabili, appartenenti ai fiumi Mazoe e
Zambesi, utilizzate per trasportare cromo fino al Mozambico.

### Porti e scali
- Binga e Kariba.

## Trasporti aerei

### Aeroporti
In totale: 430 (dati 2002)
a) con piste di rullaggio pavimentate: 17
- oltre 3047 m: 3
- da 2438 a 3047 m: 2
- da 1524 a 2437 m: 4
- da 914 a 1523 m: 8
- sotto 914 m: 0

b) con piste di rullaggio non pavimentate: 413
- oltre 3047 m: 0
- da 2438 a 3047 m: 0
- da 1524 a 2437 m: 4
- da 914 a 1523 m: 197
- sotto 914 m: 212.